# Temple maçonnique de la loge Herman
Le temple maçonnique de la loge Herman (Herman Lodge No.108 Free & Accepted Masons of Florida) est un bâtiment patrimonial américain à Freeport, dans le comté de Walton, en Floride. Il est inscrit au Registre national des lieux historiques depuis le 27 janvier 2021.